# Бошары (Богородский район)
Бошары — деревня в Богородском районе Кировской области

## География
Находится на расстоянии примерно 21 километр по прямой на северо-запад от районного центра поселка Богородское.

## История
Деревня известна с 1710 года, когда в ней учтено было 5 дворов и 20 жителей, в 1764 72 жителя. В 1873 году отмечено дворов 9 и жителей 75, в 1905 16 и 118, в 1926 22 и 120, в 1950 26 и 91 соответственно. В 1989 году учтено 58 жителей.

## Население
Постоянное население  составляло 21 человек (русские 86%) в 2002 году, 9 в 2010.